# Фигейреду, Жуан
Жуа́н Бапти́ста ди Оливе́йра Фигейре́ду (порт. João Baptista de Oliveira Figueiredo; 15 января 1918, Рио-де-Жанейро, Бразилия — 24 декабря 1999, там же) — бразильский военный и государственный деятель, президент Бразилии в 1979—1985 годах.

## Биография
В 1935 году поступил на службу в ВС Бразилии. Окончил ряд высших военных заведений страны, в частности командно-штабную (1961—1964) и высшую военную командную школы. Служил в армейских частях. В 1955—1957 годах служил в военной миссии в Парагвае.
В 1964 году получил звание полковника и назначен начальником центрального отделения Национальной службы информации (разведка и контрразведка). В 1969 году в звании генерала стал начальником штаба 3-й армии.
В правительстве Эмилиу Гаррастазу Медиси (1969—1974) — начальник военной канцелярии президента, в правительстве Эрнесту Гайзела (1974—1979) — начальник национальной разведывательной службы.
В январе 1978 года был выдвинут на должность президента Бразилии. В соответствии с законодательством вышел в отставку в звании генерала армии (присвоено в марте 1978 года).

## На посту президента

Фигейреду в качестве министра военного кабинета (1972)

15 октября 1978 года был избран на должность президента, вступил в должность 15 марта 1979 года.
Во время его президентства в Бразилии продолжился процесс либерализации режима, начавшийся ещё во время президентства его предшественника Эрнесту Гайзела. Под давлением со стороны народа, требовавшего возврата демократии, стали постепенно восстанавливаться политические права граждан. В 1981 году было разрешено образование новых политических партий. Всем политическим эмигрантам, за исключением террористов, объявили амнистию и позволили вернуться на родину.
1979 год в Бразилии ознаменовался отменой двухпартийной системы, которая была заменена многопартийной. Вскоре Альянс национального возрождения был преобразован Фигейреду в Социал-демократическую партию, а оппозиционная партия Бразильское демократическое движение — в Партию бразильского демократического движения.

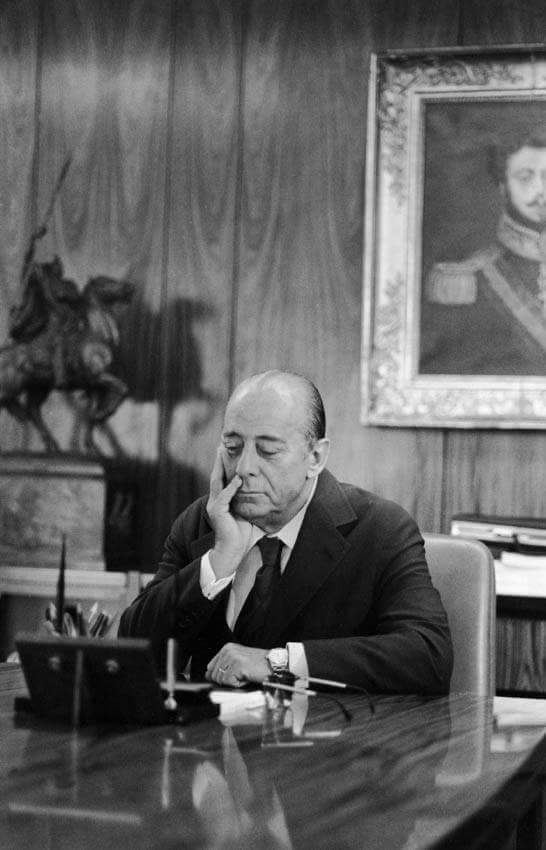
Фигейреду за рабочим столом в дворце Планалту

В 1982 году впервые за много лет губернаторы бразильских штатов были избраны всеобщим прямым голосованием. На следующий год была расформирована политическая полиция ДОПС. В 1984 году в Бразилии прошли многочисленные акции в поддержку возвращения прямых президентских выборов. На этот радикальный шаг правительство не решилось, однако воля граждан всё-таки получила проявление: в январе 1985 года Коллегией избирателей новым президентом Бразилии был избран кандидат от оппозиционной коалиции Танкреду Невис, что ознаменовало окончание многолетнего периода военной диктатуры.

## Память
В честь Фигейреду назван муниципалитет Президенти-Фигейреду в штате Амазонас.